# ابراهیم آگاه جهرمی
ابراهیم کاویان جهرمی متخلص به آگاه در سال ۱۲۸۲ شمسی در جهرم متولد شد. تحصیلات مقدماتی را در جهرم و شیراز و اصفهان گذراند. آگاه در ۲۲ شهریور ۱۳۳۱ اولین شماره روزنامهٔ چاره مردم را در جهرم منتشر ساخت.